# ノグチリョウ
ノグチ リョウは日本の作曲家・編曲家。東京都在住。
- 本名：野口良。
- 主に映画やCM、ドラマなどの映像音楽を手がける。
- 別名義：Amar (アマル)

## 主な参加作品

### ドラマ
- 日本テレビドラマ
  - 「ゼロ 一獲千金ゲーム」共同（2019）
  - 「ケイ×ヤク -あぶない相棒-」（2022）
  - 「逃亡医F」挿入歌（vo.花澤香菜）（2022）
  - 「君と世界が終わる日に 特別編」（2023）
- 日中合作ドラマ「逃亡料理人ワタナベ」（2019）
- Audible「アレク氏2120」共同（2020）
- WEBドラマ「名探偵よだちゃん」OP/ED曲（2020）
- Huluドラマ
  - 「死神さん」挿入歌曲（2021）
  - 「君と世界が終わる日に Season3」追加劇伴（2022）
- TBSドラマ日曜劇場「Get Ready!」（2023）
- Netflixシリーズ「サンクチュアリ -聖域-」共同（2023）
- 日テレドラマ『どうか私より不幸でいて下さい』共同（2024）

### 映画
- 『ザ・ファブル』共同（2019、江口カン監督）
- 『音楽』共同（2020、岩井澤健治監督）
- 『フード・ラック!食運』（2020、寺門ジモン監督）
- 『サマーフィルムにのって』共同（2021、松本壮史監督）
- 『ザ・ファブル 殺さない殺し屋』共同（2021、江口カン監督）
- 『THE BEGINNIG』SUPER SAPIENSS 共同（2022、堤幸彦・本広克行・佐藤祐市）
- 『クモとサルの家族』（2023、長澤佳也監督）
- 『おとななじみ』（2023、高橋洋人監督）
- 『最好的相遇（An Encounter to Remember）』（2023、中国、哈智超監督）
- 『あの花が咲く丘で、君とまた出会えたら。』（2023、成田洋一監督）
- 『夏目アラタの結婚』共同（2024、堤幸彦監督）

### CM
- 「Sprout」TVCM（2020）
- 「auカブコム証券」WEB CM"auカブコム証券爆誕!"篇（2020）
- 「GYAO!」TVCM "木村さんとオッチャン 以心伝心"篇（2020）※ブラスアレンジ
- 「クラシエ」TVCM "雨男"篇（2020）
- 「LUCIDO」TVCM "デッサン"篇（2020）
- 映画「Truth」トレイラー（2021）
- 「クラシエ」TVCM “雨男の母”篇（2021）
- 「GO」 TVCM “GOする!取り合い篇”（2021）
- 「荒野行動」WEBCM 4周年記念プロモーション（2021）
- 「サントリー天然水」WEBCM “備蓄水”篇・“実家の防災事情”篇（2021）
- 「モスバーガー」TVCM “海老カツ ABどっちも”篇（2022）
- 「花王」サクセスTVCM 薬用育毛トニック”お風呂トーク”篇（2022）
- 「ヤクルト」TVCM “ヤクルト400W「人生100年時代」”篇（2022）
- 「明治」R-1 冬の始まり篇（2022）
- 「GO」 TVCM “GOする！接待篇”（2024）
- 「東山動植物園」TVCM コアラの不思議篇（2024）
- 「ONE PIECE カードゲーム」TVCM メモリアルコレクション（2024）
- 「埼玉西武ライオンズ」 2024開幕記念ムービー（2024）
- 「ONE PIECE」Anytime One Piece WEB CM 出会い篇（2024）
- 「OS-1」　脱水症の悪化防止・回復篇（2024）

### その他
- 映像作品『QUAD』（2021、堤幸彦 監修）
- 舞台『魔界転生』劇中歌曲 （2021、堤幸彦 監督）